# Fossiles Galaxiensystem

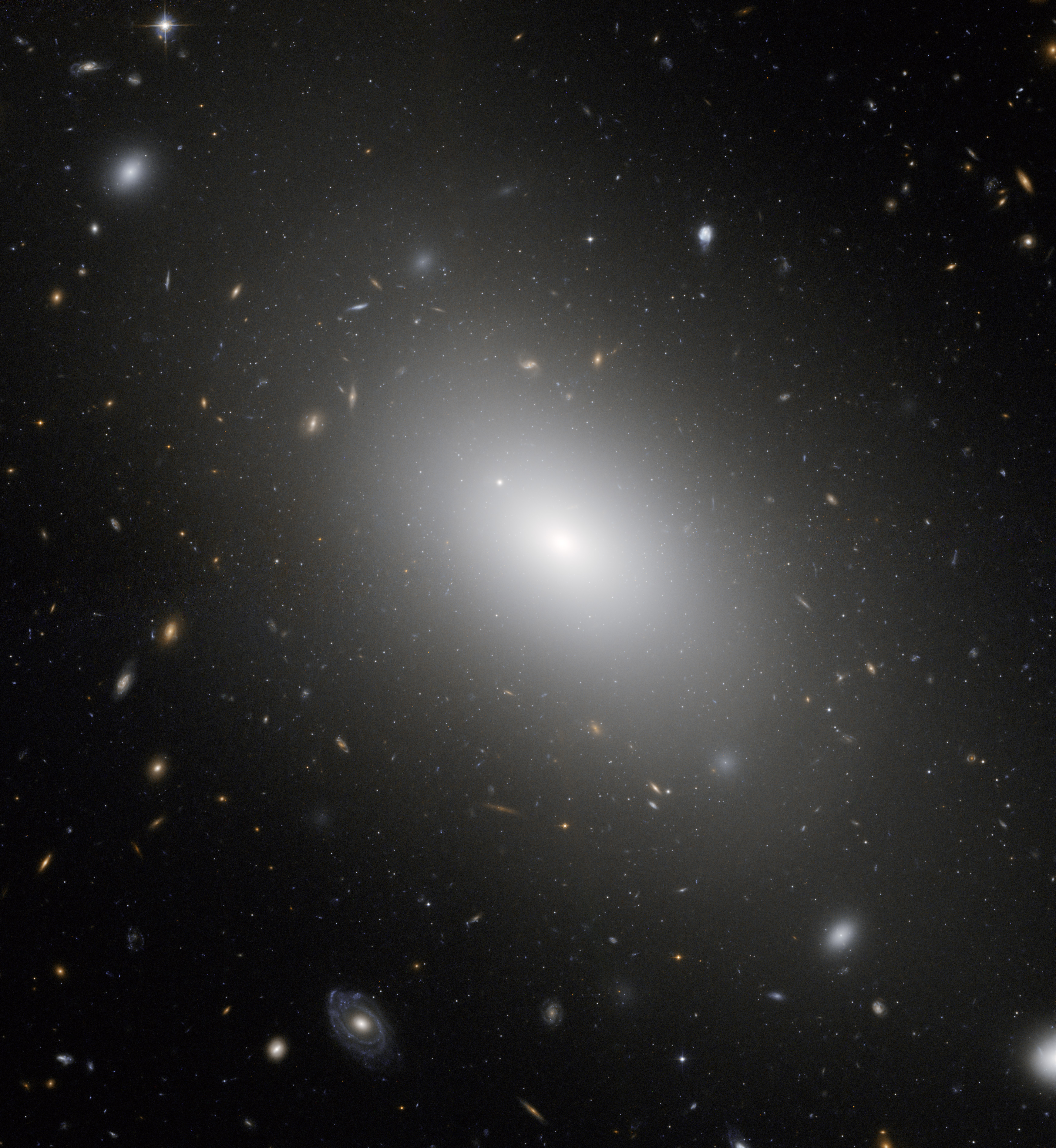
Aufnahme der fossilen Galaxiengruppe NGC 1132 mit dem Hubble-Weltraumteleskop, Quelle:NASA

Fossile Galaxiensysteme stellen eine Endform der dynamischen Entwicklung von Galaxiengruppen oder Galaxienhaufen dar. Sie bestehen aus einer zentralen elliptischen Riesengalaxie, die von deutlich lichtschwächeren Galaxien sowie einem diffusen ausgedehnten Röntgenhalo umgeben wird.

## Definition
Fossile Galaxiensysteme umfassen sowohl Galaxiengruppen als auch Galaxienhaufen, die den Endpunkt ihrer dynamischen Entwicklung erreicht haben. Ein fossiles System besteht laut Definition aus einer räumlich ausgedehnten Röntgenquelle mit einer Röntgenleuchtkraft von LX,bol ≥ 1042 h50−2 erg/s sowie einer im optischen dominierenden Galaxie, die im Roten um mindestens zwei Magnituden heller ist als alle Satellitensysteme innerhalb des halben Viralradius.

## Eigenschaften
Fossile Galaxiensysteme zeigen eine breite Vielfalt an Eigenschaften:
- Die zentrale Galaxie in fossilen Systemen kann schwache Kernaktivität zeigen
- Ihre Isophoten sind überwiegend, aber nicht ausschließlich disky. Der Begriff disky wird ungefähr als scheibenförmig oder runder ins Deutsche übersetzt.
- Die Geschwindigkeitsdispersion zwischen Galaxien innerhalb der Gruppe oder des Haufens kann gering mit circa 60 km/s aber auch wesentlich größere Werte von bis zu 800 km/s erreichen
- Die absolute Helligkeit im Roten der zentralen Galaxie kann sich zwischen fossilen Systemen um fünf Magnituden unterscheiden
- Das Verhältnis von der Leuchtkraft zur Masse kann sich um einen Faktor 100 zwischen fossilen Systemen unterscheiden
- Die Verteilung der Helligkeiten der lichtschwachen Begleiter der zentralen elliptischen Galaxie unterscheidet sich nicht von der in normalen Galaxiengruppen

## Entstehung
Es sind zwei diametral abweichende Entstehungsszenarien entworfen worden:
- Die fossilen Systeme entstehen durch eine Wechselwirkung in Form von dynamischer Reibung und Kollisionen im Laufe von einigen Milliarden Jahren. Dabei verschmelzen die Spiralgalaxien zu einer elliptischen Galaxie, die von Zwerggalaxien umgeben ist. Das Röntgenhalo besteht aus Gas, welches nicht zur Galaxienbildung verwendet wurde und aus Materie, die bei den Kollisionen aus den Galaxien herausgetrieben wurde
- Dementgegen steht die Vermutung, dass die meisten Baryonen bereits bei der Entstehung der Gruppe für die Bildung der elliptischen Galaxie verwendet wurden und es später kaum noch zu Wechselwirkungen mit anderen Galaxien gekommen ist

Die gegenwärtigen Beobachtungsdaten lassen nicht unterscheiden, welches der beiden oder ob beide Szenarien zur Entstehung von fossilen Systemen führen.

## Beispiele
- CL 1205+44
- ESO 306-G017
- NGC 1132
- RX J0454.8-1806